# 何桂清
何桂清（1816(?)—1862年12月21日），字根雲。雲南省雲南府昆明縣（今雲南省昆明市）。清朝翰林、政治人物、軍事人物。官至兩江總督。因抵抗太平天國不力，以失封疆之罪，棄市。

## 生平
何桂清的父親是王英九之父王燮的家丁。王燮擔任太守，为王英九請來家教，何桂清伴讀。王英九愚鈍又喜歡玩樂嬉鬧，不喜歡八股文，因而讀書失敗，何桂清思緒清明，過目不忘，反而造就了何桂清。後來王英九捐納為鹽使時，何桂清出資，報答此恩。
道光十五年（1835年），何桂清中式乙未科第二甲第四十九名進士出身，點翰林院庶吉士。 道光十六年（1836年）散館，授翰林院編修。 道光十七年（1837年），任河南鄉試副主考官。道光十九年（1839年），主貴州鄉試。道光二十二年（1842年），任司經局洗馬，右贊善，改左贊善，日講起居注官，南書房行走。道光二十三年（1843年），升翰林院侍講，仍任洗馬。道光二十四年（1844年），升太僕寺少卿，為廣東鄉試正主考，會試同考官。道光二十五年（1845年），升光祿寺卿，改太常寺卿。
道光二十六年（1846年），出爲山東學政。道光二十七年（1847年），加內閣學士，仍提督山東學政。道光二十八年（1848年）二月五日，遷兵部右侍郎。丁憂去職，服滿後補任原官。
咸豐元年（1851年）五月二十日，署理吏部右侍郎，閏八月十三日授兵部右侍郎。十二月十四日改戶部右侍郎，兼管錢法堂事務，南書房行走，順天鄉試覆試閱卷大臣，順天武鄉試較射大臣，兼管三庫事務，充實錄館副總裁。
二年（1852年），署理經筵講官。三月六日充會試副總裁、覆試閱卷大臣，大考翰詹閱卷大臣，考試廕生閱卷大臣，八月六日授江蘇學政。太平天國襲江南，何桂清以江蘇學政身份疏陳軍事，抨擊封疆大吏軟弱，無所顧忌侃侃而談，咸豐帝感到驚奇。
三年（1853年）十一月二日改禮部左侍郎。
四年（1854年）三月十日，改吏部右侍郎，仍充江蘇學政，四月十八日改倉場侍郎，九月二十一日升授浙江巡撫。太平軍攻陷江寧，東南震動。安徽徽州府、寧國府是浙江屏障，何桂清駐兵黄池，扼守要衝，與浙江提督鄧紹良擊退太平軍。
五年（1855年），桂清檄令道員徐榮攻黟縣、石埭，太平軍主力到達後徽勇潰敗，徐榮戰死。何桂清上疏主張安徽浙江互為唇齒，主客一心方有勝算，咸豐帝上諭令地方官吏不分畛域剿敵。安徽巡撫移駐廬州，徽州、寧國二府暫由何桂清管轄，桂清令徽州府知府石景芬、副將魁齡等收復徽州府城及休寧縣，佈防堵敵軍來路。
江西太平軍入侵浙江，攻陷衢州府開化縣，進犯嚴州府遂安縣，桂清檄令鄧紹良等夾攻，擊退太平軍，周天受、石景芬等克復黟縣、石埭縣。何桂清奏請增補道員缺額，以石景芬任徽寧池太道；總兵豫祺戰績不佳，革職，以江長貴代；團練大臣前侍郎張芾駐皖南，督辦徽、寧防務，兼顧浙江衢州、嚴州二府。
六年（1856年），檄令鄧紹良、秦如虎、都興阿等合攻寧國府，江長貴擊敗來援的太平軍，收寧國府城，獲得嘉獎。浙江杭州府知府王有齡被通判徐徵訐控，桂清復奏有微詞，被朝廷責問，十一月六日以病免職。
七年（1857年）春，兩江總督怡良因病出缺，桂清同年的文淵閣大學士彭蕴章保薦以何繼任，統籌糧餉。四月十二日，以二品頂戴署理兩江總督。六月六日，實授兩江總督。桂清保薦王有齡升授江蘇布政使，獲准。此時江寧已淪陷多年，總督駐常州，軍事由江寧將軍和春主導，江南提督張國樑為幫辦，前任總督怡良專責轉運糧餉。桂清屢次奏陳方略，符合咸豐帝期望，諭飭和春與桂清和衷商酌。冬季，攻克江蘇鎮江府，以辦理軍餉功加太子少保。十二月二十六日充欽差大臣、南洋通商大臣辦理通商各口事務。
八年（1858）十一月，會同東閣大學士桂良、吏部尚書花沙納與英、法、美三國改訂税則、通商章程：有限承認鴉片貿易；依《中英五口通商章程》在上海創建關稅總局；進出口貨物，一律按時價抽5％關稅，洋貨遠銷內地一律按時價抽2.5％子口税；各口税收劃一辦理，聘請英人李泰國幫辦海關稅務等。
十年（1860年）張國樑攻克江寧城外九洑洲，與和春挖壕築壘，完成合圍江寧（第二次江南大營）。桂清以濟餉之功，晉加太子太保。三月二十一日，太平軍陳玉成、李世賢、楊輔清、李秀成等合兵十餘萬攻陷建平縣、東壩。李秀成為了解圍，由安徽廣德州急襲杭州，杭州將軍瑞昌死守，上諭令何桂清、和春儘速救援；桂清急檄幫辦江南軍務廣西提督張玉良馳援，到達後以600兵擊破太平軍，並收復臨安縣、孝豐縣、安吉縣，獲朝廷嘉獎。
何桂清又傳檄宣化鎮總兵馬德昭、壽春鎮總兵熊天喜、游擊曾秉忠，副將劉成元水陸分路進勦，造成兵力分散。太平軍一支由東壩進江寧府，一支由溧陽縣攻常州府，進而攻陷溧陽縣、進圍金壇縣。桂清檄令馬德昭救援常州、總兵銜周天孚及潮勇救援金壇縣，太平軍於是退出武進縣界，全部進圍金壇。
閏三月初三日，太平軍攻陷句容縣，江南大營後路斷絕。初四日，張玉良回軍到達常州。初五日，參將羅希賢率軍自宜興進駐常州城，初六日，壽春鎮總兵熊天喜自安徽廣德抵達常州城。江寧將軍和春飛檄求援，何桂清不准張玉良赴援，和春又調馬德昭急援，桂清也不准。浙江巡撫王有齡遞書告誡何桂清勿逃離常州：「事棘時危，身為大臣，萬目睽睽，視以動止。一舉足則人心瓦解矣。」
初七日，太平軍自江寧城外攻擊江南大營，張國樑激勵將士激戰七晝夜。張國樑九次傳檄常州諸軍救援，何桂清皆不回應。十四日，大風雨後降下大雪，人多凍僵，將士因缺餉而噪亂，十五日，江南大營失火，全軍潰敗。十六日，張國樑退守鎮江，和春退守丹陽縣。
何桂清懼怕張、和彈劾，極力致書慰勞，請張國樑移防丹陽。和春遣熊天喜紮營於白堍，張國樑招集潰兵，十八日，張國樑統兵一萬三千人抵達丹陽，留西寧鎮總兵馮子材一萬二千人守鎮江。何桂清遣張玉良於常州城外西南五里至西北橫列二十營，並上奏：「丹陽以上軍務，和春、張國樑主之。常州軍務，臣與張玉良主之。部署稍定，即進規溧陽。」其實是空言，企圖推諉責任。

### 常州、丹陽失陷，棄守出逃，槍殺百姓
何桂清催促張國樑、和春援救金壇縣，但因剛遭遇大敗，士氣不振，未及休養；而太平軍已由金壇珥村繞道出丹陽南側，馬德昭於奔牛迎擊，太平軍轉往呂城，隔絕丹陽、常州大道，熊天喜於白堍潰敗自殺。二十九日，李秀成率太平軍十萬人進逼丹陽，張國樑開南門迎擊，李秀成望見張國樑旗幟而退。張國樑向常州索要鍋、帳、軍械而不得，部眾再度潰逃，張國樑指揮親軍馳騁鏖戰，被潰兵阻擋，太平軍混入潰兵中狙擊張，張戰死，丹陽城破，和春突圍前往常州。何桂清大為震驚，已革江蘇按察使、總理江南糧臺事務的查文經等人洞悉桂清心意，建議退守蘇州。桂清便奏言軍事已交託和春、自赴蘇州籌餉，作為逃跑藉口。出逃時，常州士紳跪道請求桂清留守，戈什哈槍殺跪留其中19人才脫身，張玉良也隨即出逃。何桂清棄守後常州士民自籌登陴守城。數日後常州城破，李秀成憤恨人民抵抗而屠城。和春督兵迎敵，兵潰重傷，退至無錫縣，自殺殉節。無錫城破，湖北提督王浚戰死。
蘇州守軍聞訊大為憤恨，何桂清到達後，駐紮於滸墅關，江蘇巡撫徐有壬拒絕打開城門，並彈劾何桂清「棄城喪師」及親兵在途中焚掠的罪行。和春四月十三日，蘇州城淪陷，徐有壬於巷戰戰死殉節，遺疏再彈劾何桂清多條罪狀。朝廷降諭將何桂清革職解京審訊。何桂清逃至常熟縣，託言借外兵，逃進上海租界。何桂清統領十餘萬清軍棄城潛逃，導致常州、常熟、蘇州皆失守，咸豐帝上諭革職，捕送北京審訊。然湊巧遇英法聯軍之役，咸豐帝避難熱河，何案擱置兩年。期間王有齡及江蘇巡撫薛煥等相繼上疏乞恩，未獲允准。 
同治元年（1862年），言官交章彈劾何桂清，於是恭親王與租界交涉，正式將其逮捕下獄。秋審處總辦、直隸司郎中光倬，照「各省督撫提鎮失陷城寨律」擬斬監候，並以情罪重大，「擊殺執香跪留父老十九人，忍心害理，罪當加重」，應即行處決，而改擬「斬立決」請旨定奪。刑部尚書趙光，因與幫辦江南軍務的許乃釗有交情，瞭解何桂清失陷蘇常殃民細節，覆奏：「不殺何桂清，何以謝江南百萬戰難生靈？」慈安太后、慈禧太后降旨命大學士六部九卿翰詹科道會議。大理寺卿李棠階認為何桂清身為兩江總督，驕橫顢頇，治軍無方，克扣軍餉導致將士譁變、全軍覆沒，棄城而逃又嫁禍他人，其罪不容誅。
然而太后為求慎重，另有旨：「何桂清曾任一品大員，用刑宜慎，如有疑義，不妨各陳所見。」有17人上疏論救，體仁閣大學士、禮部尚書祁寯藻，引用嘉慶帝諭旨：「刑部議獄，不得有加重字樣。」認為刑部所擬不合制。另有工部尚書萬青藜、御史高延祜，而新任江蘇巡撫薛煥以重金疏通，故拖延未決。言官仍交章彈劾，戶科掌印給事中郭祥瑞、吏科給事中謝增等奏請速正典刑；禮科給事中卞寶第（曾於浙江道監察御史任內彈劾桂清）抗章駁祁寯藻：「仁宗上諭，只就承平時期尋常罪名而言。」又言：「道光年間浙江提督余步雲失定海，咸豐年間湖北巡撫青麟失武昌，皆以失陷封疆伏法，其時祁寯藻當軍機大臣，何獨於何桂清護惜若此？」大理寺卿李棠階以東南戰事尚未結束，求顧全大局再上密摺主張不應拖延：「刑賞大政，不可為謬悠之議所撓，今欲平賊，而先庇逃帥，何以作中興將士之氣？」刑部審訊時，桂清提出一份薛煥等人具名之公稟，請其退到蘇州，以保餉源重地，作為其本不欲棄地的證明。公稟出於當時或事後偽造已無從查究，朝廷命兩江總督曾國藩查核具奏。曾國藩認為守土之責與公禀無關，覆奏：「疆吏以城守為大節，不當以僚屬一言為進止；大臣以心跡為罪狀，不必以公稟有無為權衡。」
大學士六部九卿翰詹科道議覆，由刑部主稿，六月十三日，余光倬疏奏：「已革兩江總督何桂清身膺疆寄，受國厚恩，豈不知軍旅之事，有進無退，守土之責，城存與存？況其時常州有兵有餉，並非不可固守，乃首先棄城逃避，致令全局潰散。望亭為無錫至蘇州要衝，業經奏明截留長龍船，紮營於此，乃並未身經一戰，命殺一賊，忽於蘇州失陷之前一日，率師船退駐福山海口，是其撤兵遠遁，縱寇殃民，尤罪跡之昭著者。至刑部歷年審辦軍營失事成案，均視此為輕，惟餘步雲係由斬候加至斬決，情罪相等。雖帶兵提督與統兵總督稍有不同，然論疆寄，則文臣視武臣為重；論軍法，則逃官與逃將同誅；論情節，則聞警屢逃，非被攻被圍變出不測者可比；論地方，則全省糜爛，非一城一寨偶致疏防屠可比。請仍照原擬，從重擬以斬立決。」得旨，改為斬監候，秋後處決。12月21日在京師菜市口法场處斬。

## 評價
- 《清史稿》評論：「以才敏负一时之望，膺江表重寄。桂清无料敌之明，又失效死之节。身名俱陨，罪实难辞。」

## 相關文學作品
- 高陽《胡雪巖》

## 延伸阅读
[在维基数据编辑]
 《清史稿·卷397》，出自趙爾巽《清史稿》
 在维基共享资源阅览影像

## 外部連接
- 何桂清与王有龄：从同学到同归 （页面存档备份，存于）

| 官衔          | 官衔 | 官衔          |
| ------------- | --- | ------------- |
| 前任： 黃宗漢 | 浙江巡撫 1854年1854年11月11日－1856年12月3日在任                                                                             | 繼任： 晏端書 |
| 前任： 怡良   | 兩江總督 自1857年5月5日怡良病免起署理 1857年7月26日－1860年6月8日在任 革職，江蘇巡撫徐有壬兼署，旋即殉節。江蘇布政使薛煥暫署 | 繼任： 曾國藩 |